# صبير باسق
صبير باسق (الاسم العلمي:Opuntia excelsa) هو نوع من النباتات يتبع جنس الصبير من الفصيلة الصبارية.